# Atmosfera estàndard internacional
|  | No s'ha de confondre amb Condicions estàndard de pressió i temperatura. |

L'Atmosfera Estàndard Internacional (ISA, per les seves sigles en anglès) és un model atmosfèric invariant de com varien la pressió, temperatura, densitat i viscositat de l'atmosfera terrestre a diferents altituds. Va ser creat per l'Organització d'Aviació Civil Internacional (ICAO) i s'utilitza bàsicament en navegació aèria.
Consisteix en taules amb valors tipificats per a diverses altituds, així com fórmules per a calcular-los. L'ISO (International Organization for Standardization) va reconèixer l'ISA com a l'estàndard internacional amb la denominació ISO 2533:1975.

## Descripció
El model ISA divideix l'atmosfera en capes amb distribucions linears de temperatura. Les altres variables són calculades a partir de constants físiques i les relacions entre aquestes.
Per exemple al nivell del mar la pressió estàndard és de 1.013,25 hPa (1 atmosfera (unitat)) i una temperatura de 15 °C amb una relació de canvi de −6,5 °C/km. La sèrie continua fins a 11 km quan la pressió disminueix fins als 226,32 hPa i la temperatura fins a −56,5 °C. Entre 11 km i 20 km d'altitud la temperatura roman constant.
En la següent taula s'especifiquen els valors ISA:
| Capa | Nom del nivell | Altitud geopotencial h (km) | Altitud geomètrica z (km) | Gradient tèrmic (°C/km) | Temperatura base (°C) | Pressió base (Pa) |
| ---- | -------------- | --------------------------- | ------------------------- | ----------------------- | --------------------- | ----------------- |
| 0    | Troposfera     | 0,0                         | 0,0                       | −6,5                    | +15,0                 | 101.325           |
| 1    | Tropopausa     | 11,000                      | 11,019                    | +0,0                    | −56,5                 | 22.632            |
| 2    | Estratosfera   | 20,000                      | 20,063                    | +1,0                    | −56,5                 | 5.474,9           |
| 3    | Estratosfera   | 32,000                      | 32,162                    | +2,8                    | −44,5                 | 868,02            |
| 4    | Estratopausa   | 47,000                      | 47,350                    | +0,0                    | −2,5                  | 110,91            |
| 5    | Mesosfera      | 51,000                      | 51,413                    | −2,8                    | −2,5                  | 66,939            |
| 6    | Mesosfera      | 71,000                      | 71,802                    | −2,0                    | −58,5                 | 3,9564            |
| 7    | Mesopausa      | 84,852                      | 86,000                    | —                       | −86,2                 | 0,3734            |

Per tal de calcular els valors anteriors el model utilitza el sistema internacional d'unitats i assumeix aquestes simplificacions com ara l'altitud geopotencial que és calculada a partir d'un model matemàtic on l'acceleració de la gravetat és constant.
- La gravetat es considera constant

{\displaystyle g={\text{constant}}=9{,}8\ {\frac {m}{s^{2}}}}
- Es considera que la composició de l'aire és constant i que la seva massa molecular és

{\displaystyle M_{\text{molecular aire}}=28,9\cdot 10^{-3}\ {\frac {\text{kg}}{\text{mol}}}}
i que la seva constant "R" és
{\displaystyle R_{\text{aire}}={\frac {R_{\text{gasos perfectes}}}{M_{\text{molecular aire}}}}={\frac {8{,}31}{28{,}9\cdot 10^{-3}}}=287\ {\frac {m^{2}}{s^{2}\cdot K}}}

El model ISA es basa en els valors habituals a latituds mitjanes, tal com ho va determinar el comitè tècnic TC 20/SC 6 de l'ISO. Les dades s'han anat revisant des de l'establiment de l'estàndard a mitjans del segle xx.